# Wasserturm Husum
Der Husumer Wasserturm ist ein ehemaliger Wasserturm in Husum. Er steht nicht auf dem höchsten Punkt des Stadtgebietes, sondern nahe dem Zentrum der Stadt an der Nordwestecke des Schlossgartens. Neben seinem technischen Nutzwert hatte er von Anfang an eine ästhetische Bedeutung, denn Turmbauten, die Husum eine charakteristische Silhouette gaben, fehlten in der Stadt.

## Bauwerk

### Architektur
Der 1891/1892 errichtete runde Ziegelbau ist mit roten Rathenower Handstrich-Backsteinen verblendet; er steht auf einem achteckigen Granitsockel. Darüber schließt sich ein kreisrunder, konisch zulaufender Schaft an. Dieser ist mit Putzblenden gegliedert und hat drei Geschossebenen. Das mit Schiefer verkleidete vorkragende Tankgeschoss wird von einem spitzen zwölfeckigen Turmhelm mit Schieferdeckung abgeschlossen.
Der 33 m hohe Turm entstand nach Plänen des Architekten Von Gerlach unter Mitwirkung von K. Mühlke. (Der 1912 nach Husumer Vorbild gebaute Wasserturm von Pinneberg sieht dem Husumer Bauwerk zum Verwechseln ähnlich.)

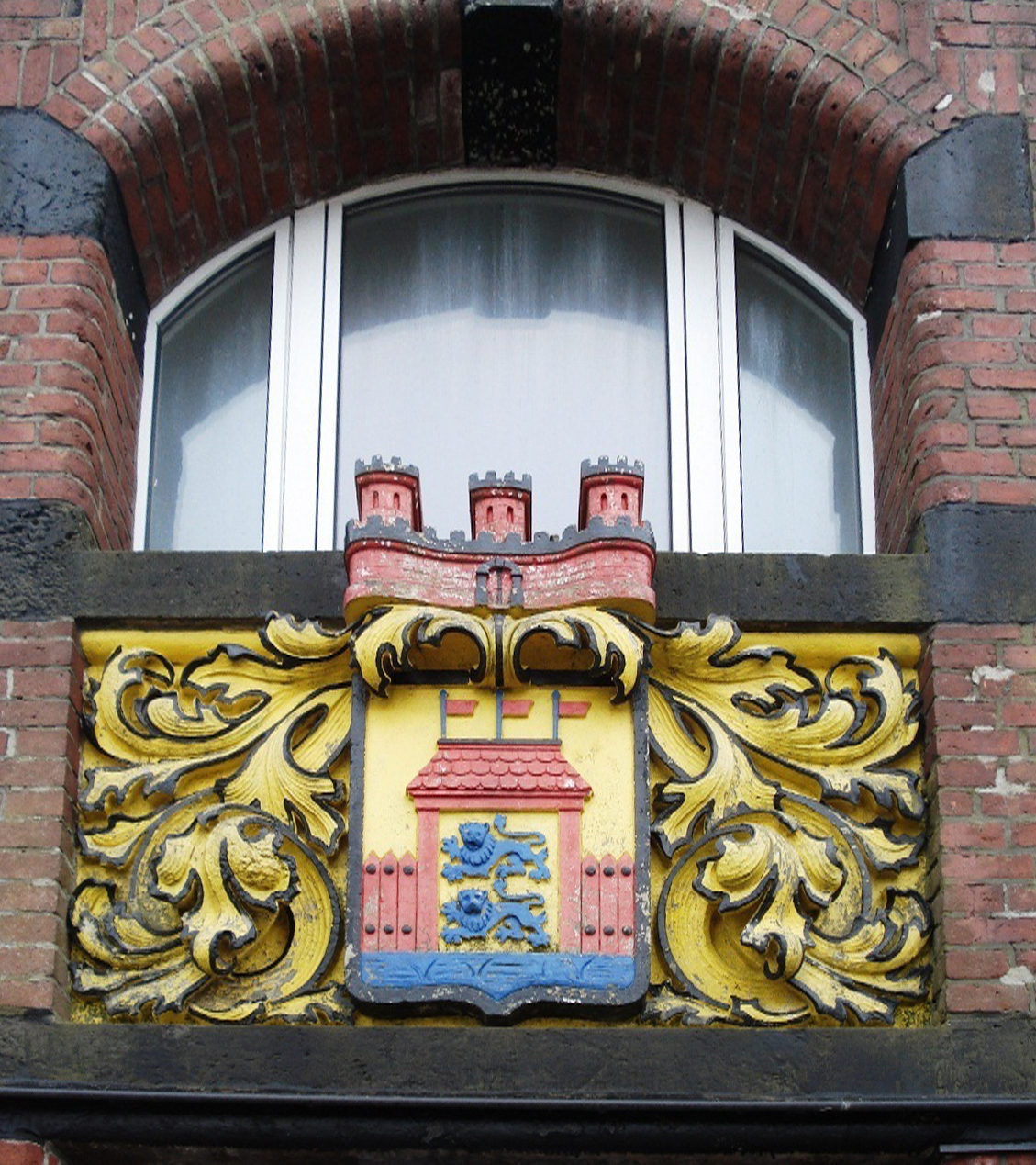
Relief über dem Eingang des Husumer Wasserturms

Über dem Eingang zum Turm befindet sich eine Bildhauerarbeit der Berliner Werkstatt von Boswau & Knauer, die das Wappen der Stadt Husum sowie eine Mauerkrone auf goldenem Blattornament zeigt. Der Bauschmuck entstand nach Vorgaben des Architekten.

### Technische Details
Der heute nur noch teilweise erhaltene eiserne Wasserbehälter mit einem Durchmesser von neun Metern war ein Intze-1-Behälter mit 350 m³ Fassungsvermögen. Der Behälter diente auch als Tragelement für den Dachstuhl. Der Boden des Wassertanks lag rund 33 m über dem Wasserspiegel der Nordsee, zugleich rund 22 m über dem Erdboden.

## Geschichte der Husumer Wasserversorgung
In der zweiten Hälfte des 19. Jahrhunderts nahm die Bevölkerung Husums sprunghaft zu. Mit dem Anschluss an das Eisenbahnnetz entwickelte sich die Stadt zu einem Zentrum des Viehhandels in Norddeutschland. So reifte bald der Beschluss, für Husum eine zentrale Wasserversorgung einzurichten. Neben der Trinkwasserversorgung versprach man sich auch bessere Möglichkeiten zur Brandbekämpfung. Die Wasserversorgung war bis dahin über dezentrale Brunnen in der Nähe der Häuser erfolgt.
Im Juni 1901 begann der Bau eines Wasserwerks in der Nachbargemeinde Rosendahl (heute Ortsteil von Mildstedt) durch die Firma Windschild & Langelott. Das Wasser wurde mittels gasbetriebener Pumpen aus 50 m Tiefe gewonnen. 1903 war die leicht erneuerte Anlage fertiggestellt, einschließlich des zum Druckausgleich benötigten Wasserturms am Husumer Schlossgarten, dessen Bau 63.000 Mark gekostet hatte.

## Stilllegung und weitere Nutzung
1961 wurde der Turm aus dem Netz genommen. Eine Hydrophoranlage diente fortan zur Aufrechterhaltung eines konstanten Wasserdrucks, was einen Wasserturm überflüssig machte.
Eine Umnutzung ließ lange auf sich warten. Erst 1983 pachtete ein Kaufmann das Bauwerk von der Stadt für 99 Jahre, richtete ein Versicherungsbüro darin ein und gestaltete den Behälterbereich zur Aussichtsetage. Folgende Veränderungen wurden dazu vorgenommen:
- Für die Aussichtsplattform wurde ein Boden eingezogen, auf den man durch eine zentrale Öffnung über eine Treppe gelangt.
- Der Innenzylinder des Behälters ist nicht mehr erhalten.
- In die Behälterwandungen wurden Aussparungen eingeschnitten. Daran anschließend hat man größere Fenster eingesetzt, um einen freieren Ausblick zu erhalten.

Der Wasserturm wurde 2018 an eine Husumer Unternehmerin verkauft und befindet sich seither in Privatbesitz. Im Turmschaft wurden zwei Ferienwohnungen eingerichtet, welche seit Anfang 2021 an Feriengäste vermietet werden. Die Ferienwohnung im achteckigen Unterbau des Turms umfasst auf zwei Etagen eine Wohnfläche von 115 m² und bietet Platz für vier Personen. In der darüber liegenden runden Turmsäule befindet sich die zweite Ferienwohnung mit einer Wohnfläche von 69 m², welche über zwei Etagen Platz für drei Personen bietet.
Der Turm und seine Aussichtsplattform sind heute nicht mehr für die Öffentlichkeit zugänglich.